# Antony Beaumont
Pour les articles homonymes, voir Beaumont.
Antony Beaumont, né le 27 janvier 1949 à Londres), est un musicologue, écrivain, chef d'orchestre et violoniste britannique et allemand. En tant que chef d'orchestre, il se spécialise dans la musique allemande de la première moitié du XXe siècle, y compris des œuvres de Zemlinsky, Weill et Gurlitt. En tant que musicologue, il publie des livres sur Busoni, Zemlinsky et Mahler.

## Biographie
Anthony Beaumont naît à Londres, de filiation anglo-allemande et gréco-roumaine. Il étudie à l'université de Cambridge, travaille comme disc-jockey pour la BBC, écrit des critiques pour The Daily Telegraph et joue du violon et du piano en tant qu'artiste indépendant. À divers moments, il joue sous la direction des chefs Otto Klemperer, Leopold Stokowski et Georg Solti. Après ses études, il déménage en Allemagne et devient citoyen allemand. Beaumont occupe des postes de direction d'orchestres à Brême, Cologne et Sarrebruck, et dirige des productions d'opéra en Angleterre et en Italie.

## Musicologie

### Doktor Faust
Beaumont prépare de nouvelles versions des deux dernières scènes de l'opéra inachevé de Busoni, Doktor Faust, basées sur des croquis récemment découverts. Cette version sert d'alternative à l'achèvement réalisé par l'élève de Busoni, Philipp Jarnach, qui était basé sur des informations moins détaillées. Les changements dans la scène 2 se produisent pendant la vision d'Hélène de Troie et incluent un texte légèrement modifié et de la musique supplémentaire pour le personnage de Faust de telle sorte que la scène joue pendant environ 39 au lieu de 37 minutes. Dans la version Jarnach de la scène 3, la scène finale, Faust subit une sorte de malheur conventionnel, mourant à l'accompagnement d'accords mineurs en mi bémol ; dans la version Busoni / Beaumont, Faust réalise une résurrection auto-réalisée : « Dans la liberté que j'ai gagnée, Dieu et le diable succombent ». Jarnach était peut-être mal à l'aise avec la moralité, ou le manque perçu de celle-ci, des intentions originales de Busoni. Les changements dans la scène 3 incluent également une action supplémentaire pour Mephistopheles (il soulève le corps de Faust sur ses épaules et quitte lentement la scène), et un dernier passage choral introuvable dans la version de Jarnach. Ces changements prolongent la scène d'environ 25 à 29 minutes. La partition complète de l'achèvement de Beaumont existe sous forme de manuscrit ; la partition vocale a été publiée par Breitkopf & Härtel, Wiesbaden, en 1982.
La version Beaumont n'a pas été souvent utilisée dans les productions scéniques de l'opéra. Il a été créé à Bologne en avril 1985. Une coproduction entre l'Opéra national anglais, le Deutsche Oper Berlin et l'Opéra de Paris  est montée à la fin des années 1980. Les performances anglaises (débutant le 25 avril 1986) sont dirigées par Mark Elder et Antony Beaumont, avec Thomas Allen (Faust) et Graham Clark, et sont données dans la traduction anglaise par Edward J. Dent, révisée par Beaumont. Il s'agit de la première mise en scène de l'opéra en Grande-Bretagne. Le DVD de l'Opéra de Zurich de 2006, avec Thomas Hampson dans le rôle de Faust et la direction de Philippe Jordan, utilise la version de Jarnach et fait alors l'objet d'une sévère critique. La production au Metropolitan Opera en 2001, avec Hampson comme Faust et dirigé par Philippe Auguin, utilise également la version moins authentique de Jarnach.

### Zemlinsky
À la fin des années 1990, Beaumont commence à étudier la vie et la musique de Zemlinsky, à diriger et enregistrer plusieurs pièces moins connues (voir ci-dessous), et à préparer un opéra inachevé Der König Kandaules de Zemlinsky. En outre, il écrit et publie une biographie de Zemlinsky en 2000, qui a été largement saluée.

### Alma Mahler
En recherchant l'affaire de Zemlinsky avec Alma Mahler à la bibliothèque de l'Université américaine, Beaumont trouve ses premiers journaux datant de cette période de sa vie. Beaumont édite et traduit les journaux intimes et les publie en 1999. À propos de ce volume, Kirkus Reviews UK écrit : 

« Désolée à la fin d'une romance avec Gustav Klimt, Alma Mahler-Werfel tombe brièvement amoureuse de son professeur de piano, Zemlinsky : "tellement incommensurable!" écrit-elle dramatiquement. Sa vie était remplie d'un tel drame qu'elle fut bientôt attirée par Gustav Mahler. Mahler-Werfel était un personnage extrêmement dramatique et une beauté charismatique. Ses journaux intimes, griffonnés dans de vieux cahiers d'exercices, témoignent de son développement de l'adolescence à la féminité, jusqu'à son mariage avec Mahler. Ils fournissent une image vivante de Vienne dans les années 1900, avec des comptes rendus des expositions de la Sécession, des performances des symphonies de Mahler et Bruckner, de la scène sociale et des modes. »

Des recherches supplémentaires ont conduit à la traduction et à la publication en 2004 de Beaumont de lettres écrites par Gustav Mahler à Alma, au cours de la période où elle était l'épouse de Mahler. Alma avait publié bon nombre de ces lettres en 1940, mais elles furent corrigées de façon importante pour la présenter de façon la plus avantageuse possible. L'édition que Beaumont a traduite comprend ces lettres sous forme non révisée et inclut 188 lettres supplémentaires et d'autres documents non publiés. « Les textes, complétés par des commentaires détaillés, décrivent une relation explosive entre deux personnes de caractère et de tempérament très différents. Le Mahler qui émerge de ces sources authentiques et non censurées est chaleureux, authentique et touchant. ».

## Enregistrements
En tant que chef d'orchestre, Antony Beaumont enregistre notamment chez Chandos Records.
- Gurlitt, Goya Symphony ; 4 chansons dramatiques. Orchestre symphonique de la radio de Berlin (2008, Phoenix Edition 114)[11] (OCLC 256499310)
- Weill, Symphonies nos 1 et 2 ; Quodlibet, op. 9 - Deutsche Kammerphilharmonie (2006, Chandos CHSA 5046) (OCLC 70967127)
- Zemlinsky, Symphonie lyrique ; musique de scène pour Cymbeline de Shakespeare - Philharmonique tchèque (2003, Chandos CHAN 10069) (OCLC 52524302)
- Zemlinsky, Die Seejungfrau [« La Petite Sirène »], Fantasy for Orchestra (1902-1903) ; Symphonie en ré mineur - Philharmonique tchèque (2003, Chandos CHAN 10138)[12] (OCLC 54432393)
- Zemlinsky, Symphonie en si bémol ; Prélude à Es war einmal (version originale, 1899) ; Sinfonietta, op. 23 (1934) ; Prélude à l'acte II de Der König Kandaules (1936) - Philharmonique tchèque (2001, Nimbus / Chandos CHAN 10204) (OCLC 56360770 et 50442560)

## Publications
- (en) Antony Beaumont, Busoni the Composer, Londres, Faber and Faber, 1985, 408 p. (ISBN 0-571-13149-2 et 978-0-253-31270-9).
- Busoni: Selected Letters, Antony Beaumont, éd. Columbia University Press, New York, 1987.  (ISBN 0-231-06460-8)
- Alma Mahler-Werfel, Diaries 1898-1902, avec Susanne Rode-Breymann, éd. et traduction. Faber and Faber, Londres, 1999.  (ISBN 0-571-19340-4)
- Zemlinsky, Faber et Faber, Londres, 2000.  (ISBN 0-571-16983-X)
- Gustav Mahler, Letters to his Wife [1901-11], Henry-Louis de La Grange, Günther Weiss, & Knud Martner, éd., — Première édition complète, rév. & Trans. D'Antony Beaumont. Faber et Faber, Londres, 2004.  (ISBN 0-8014-4340-7)